# Open d'Anvers de snooker 2012
L'Open d'Anvers 2012 est un tournoi de snooker classé mineur, qui s'est déroulé du 17 au 21 octobre 2012 à la Lotto Arena d'Anvers en Belgique.

## Déroulement
Il s'agit de la huitième épreuve du championnat européen des joueurs, une série de tournois disputés en Europe (10 épreuves) et en Asie (3 épreuves), lors desquels les joueurs doivent accumuler des points afin de se qualifier pour la grande finale à Galway.
L'événement compte un total de 231 participants, dont 128 ont atteint le tableau final. Le vainqueur remporte une prime de 12 000 €.
Le tournoi est remporté par Mark Allen qui domine Mark Selby en finale par 4 manches à 1. Bien que Selby ait remporté son quart de finale et sa demi-finales sans concéder une seule manche, le Nord-Irlandais ne lui a laissé aucune marge de manœuvre en effectuant trois centuries consécutifs pour commencer la finale. A noter la bonne performance de l'amateur Andrew Pagett qui est parvenu à se hisser jusqu'en demi-finales.

## Dotation
La répartition des prix est la suivante :
- Vainqueur : 12 000 €
- Finaliste : 6 000 €
- Demi-finaliste : 3 000 €
- Quart de finaliste : 2 000 €
- 8èmes de finale : 1 250 €
- 16èmes de finale : 750 €
- Deuxième tour : 500 €
- Dotation totale : 70 000 €

## Phases finales
|  | Quarts de finale au meilleur des 7 manches | Quarts de finale au meilleur des 7 manches | Quarts de finale au meilleur des 7 manches |            |               | Demi-finales au meilleur des 7 manches | Demi-finales au meilleur des 7 manches | Demi-finales au meilleur des 7 manches |  |  | Finale au meilleur des 7 manches | Finale au meilleur des 7 manches | Finale au meilleur des 7 manches |
|  |                                            |                                            |                                            |            |               |                                        |                                        |                                        |  |  |                                  |                                  |                                  |
|  |                                            | Mark Selby                                 | 4                                          |            |               |                                        |                                        |                                        |  |  |                                  |                                  |                                  |
|  |                                            | Marco Fu                                   | 0                                          |            |               |                                        |                                        |                                        |  |  |                                  |                                  |                                  |
|  |                                            | Marco Fu                                   | 0                                          |            | Mark Selby    | 4                                      |                                        |                                        |  |  |                                  |                                  |                                  |
|  |                                            |                                            |                                            |            | Mark Selby    | 4                                      |                                        |                                        |  |  |                                  |                                  |                                  |
|  |                                            |                                            | Ali Carter                                 | 0          |               |                                        |                                        |                                        |  |  |                                  |                                  |                                  |
|  |                                            | Ali Carter                                 | Ali Carter                                 | 0          | 4             |                                        |                                        |                                        |  |  |                                  |                                  |                                  |
|  |                                            | Ali Carter                                 |                                            |            | 4             |                                        |                                        |                                        |  |  |                                  |                                  |                                  |
|  |                                            | Joe Perry                                  | 1                                          |            |               |                                        |                                        |                                        |  |  |                                  |                                  |                                  |
|  |                                            |                                            |                                            |            |               |                                        |                                        |                                        |  |  |                                  | Mark Selby                       | 1                                |
|  |                                            |                                            |                                            | Mark Allen | 4             |                                        |                                        |                                        |  |  |                                  |                                  |                                  |
|  |                                            | Neil Robertson                             | 3                                          |            |               |                                        |                                        |                                        |  |  |                                  |                                  |                                  |
|  |                                            | Andrew Pagett                              | 4                                          |            |               |                                        |                                        |                                        |  |  |                                  |                                  |                                  |
|  |                                            | Andrew Pagett                              | 4                                          |            | Andrew Pagett | 1                                      |                                        |                                        |  |  |                                  |                                  |                                  |
|  |                                            |                                            |                                            |            | Andrew Pagett | 1                                      |                                        |                                        |  |  |                                  |                                  |                                  |
|  |                                            |                                            | Mark Allen                                 | 4          |               |                                        |                                        |                                        |  |  |                                  |                                  |                                  |
|  |                                            | Mark Allen                                 | Mark Allen                                 | 4          | 4             |                                        |                                        |                                        |  |  |                                  |                                  |                                  |
|  |                                            | Mark Allen                                 |                                            |            | 4             |                                        |                                        |                                        |  |  |                                  |                                  |                                  |
|  |                                            | Ben Woollaston                             | 3                                          |            |               |                                        |                                        |                                        |  |  |                                  |                                  |                                  |

## Finale
| Finale au meilleur des 7 manches Arbitre : Olivier Marteel |                          |                            |
| Mark Selby Angleterre                                      | 1 - 4 ( - )              | Mark Allen Irlande du Nord |
| 0 45                                                       | Centuries Meilleur break | 3 117                      |
| Mark Allen remporte l'Open d'Anvers 2012                   |                          |                            |